# Ashton-Tate
Die Ashton-Tate Corporation war ein amerikanisches Softwareunternehmen, das durch die Entwicklung des populären Datenbankprogramms dBASE bekannt wurde. Weitere Produkte waren Framework, MultiMate, InterBase, RapidFile und Javelin.
Im September 1991 wurde die Firma durch Borland aufgekauft. Ashton-Tates dBASE und InterBase wurden weiterentwickelt und weiterhin mit Erfolg verkauft. dBASE Plus, eine Entwicklungsumgebung für 32-Bit-Applikationen, wird heute durch dataBased Intelligence Inc. vertrieben. InterBase wird von Borland betreut.